# جوهر (ترانه کلدپلی)
«جوهر» آهنگی از گروه موسیقی راک بریتانیایی کلدپلی از ششمین آلبوم استودیویی آنان داستان ارواح است. این آهنگ به عنوان پنجمین تک‌آهنگ از آلبوم در ۱۳ اکتبر ۲۰۱۴ منتشر شد. پیش از انتشار خود، "Ink" به‌شماره ۱۵۶ در Singles Chart انگلیس رسید.

## رتبه در جداول موسیقی
| Chart (2014)                                   | Peak موقعیت |
| ---------------------------------------------- | ----------- |
| بلژیک (اولتراتیپ فلاندرز)                      | ۴           |
| بلژیک (اولتراتیپ والونی)                       | ۱۶          |
| ایسلند (RÚV)                                   | ۲۲          |
| ۳۱                                             |             |
| ۶۸                                             |             |
| تک آهنگ‌های بریتانیا (Official Charts Company)" | ۱۵۶         |